# HD 175529
HD 175529，又名CD-3913012，SAO 210754、HR 7136，是一颗恒星，视星等为6.31，位于銀經356.8，銀緯-18.08，其B1900.0坐标为赤經18h 50m 38.3s，赤緯-39° -18.08′ 16″。